# Лас-Норьяс-де-Охо-Кальенте
Лас-Норьяс-де-Охо-Кальенте (исп. Las Norias de Ojo Caliente) — небольшой город в центральной части Мексики, на территории штата Агуаскальентес. Входит в состав муниципалитета Агуаскальентес.

## Географическое положение
Лас-Норьяс-де-Охо-Кальенте расположен на юге штата, на берегах сезонно пересыхающего водотока Арройо-Сан-Антонио, на расстояние приблизительно одного километра к востоку от города Агуаскальентес. Абсолютная высота — 1948 метров над уровнем моря.

## Население
По данным переписи 2010 года, численность населения Лас-Норьяс-де-Охо-Кальенте составляла 3741 человек. Динамика численности населения города по годам:
| 2000 | 2005 | 2010 |
| ---- | ---- | ---- |
| 2096 | 3060 | 3741 |